# بازی‌های حذفی ان‌بی‌ای ۲۰۱۳

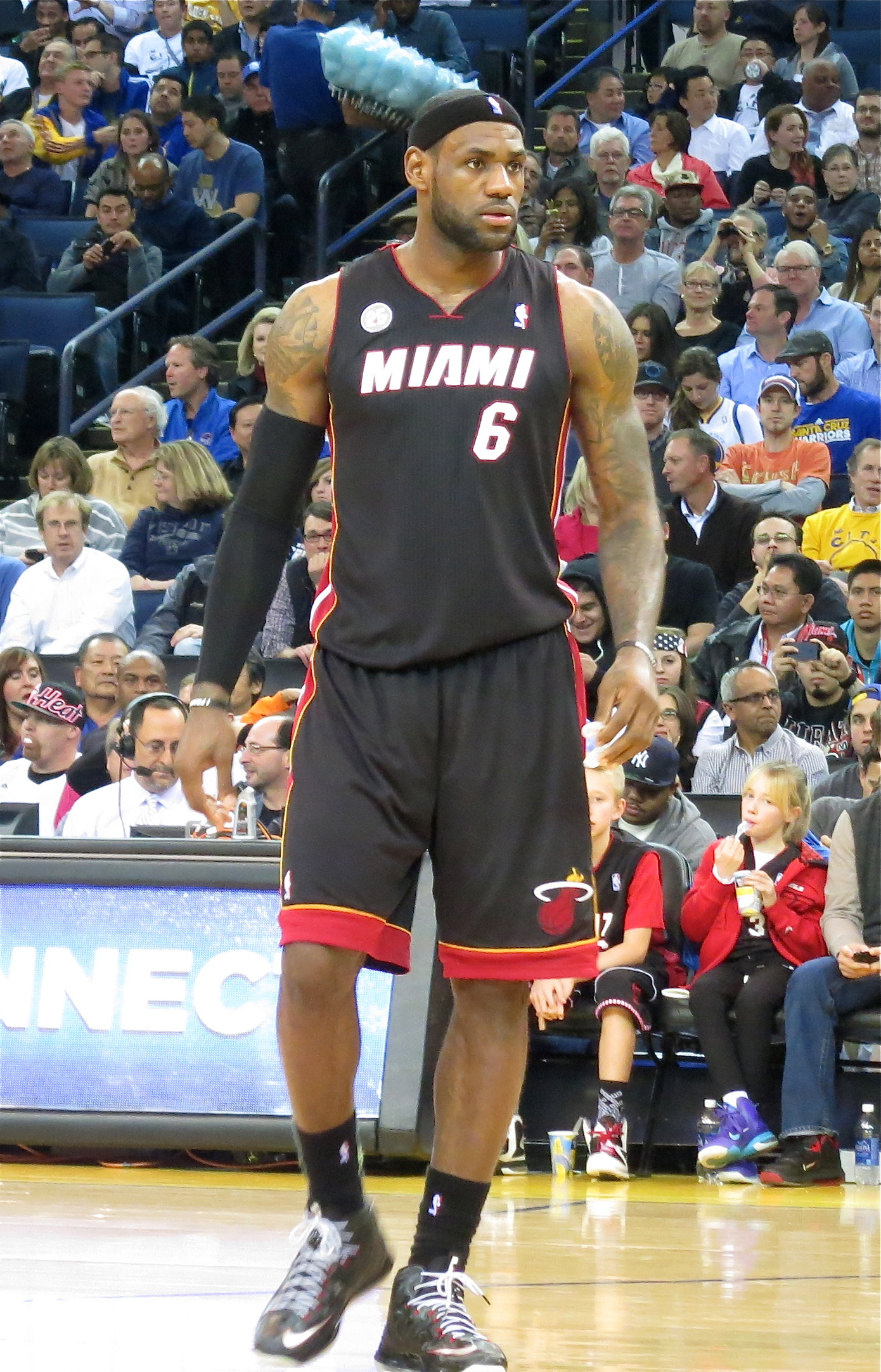
در این دوره از مسابقات بود که «شاه جیمز» به اوج قدرت خود رسید و تمام حربفان خود را از میدان به در کرد.

بازی‌های حذفی ان‌بی‌ای ۲۰۱۳ (2013 NBA Playoffs) نام دوره حذفی مسابقات لیگ بسکتبال ان‌بی‌ای است که در ماه آوریل سال ۲۰۱۳ با شرکت ۱۶ تیم برتر از لیگ ان بی ای در آمریکای شمالی آغاز گردید.
تیم اوکلاهوماسیتی تاندر از همایش غرب و تیم میامی هیت از همایش شرق مکان‌های نخست دیدارهای فصلی همایش‌های شرق و غرب را کسب کردند. برندگان دیدارهای فصلی، در پلی آفس دارای حق میزبانی در بازی نهایی می‌شوند (در صورت هفت بازی کشیده شدن سری).
تیم میامی در این رقابت‌ها با شکست ۴ بر ۳ بر تیم سن انتونیو قهرمان گردید.

## نتایج فصلی

### همایش شرق
| رتبه | تیم            | رکورد |
| 1    | میامی هیت      | 20-62 |
| 2    | نیویورک نیکس   | 28-54 |
| 3    | ایندیانا پیسرز | 50–32 |
| 4    | بروکلین نتس    | 49–33 |
| 5    | شیکاگو بولز    | 45–37 |
| 6    | آتلانتا هاوکس  | 44–38 |
| 7    | بوستون سلتیکس  | 40-42 |
| 8    | میلواکی باکس   | 38–44 |

### همایش غرب
| رتبه | تیم                 | رکورد |
| 1    | اوکلاهوماسیتی تاندر | 60–22 |
| 2    | سن آنتونیو اسپرز    | 58–24 |
| 3    | دنور ناگتس          | 57–25 |
| 4    | لس آنجلس کلیپرز     | 56–26 |
| 5    | ممفیس گریزلیز       | 56–26 |
| 6    | گلدن استیت واریرز   | 47–35 |
| 7    | لس آنجلس لیکرز      | 45–37 |
| 8    | هیوستون راکتس       | 45–37 |

## براکت دوره نهایی مسابقات
|  | دور اول یک چهارم نهایی همایش | دور اول یک چهارم نهایی همایش | دور اول یک چهارم نهایی همایش |                  |       | دور دوم نیمه نهایی همایش | دور دوم نیمه نهایی همایش | دور دوم نیمه نهایی همایش |  |  | فینال همایش (نیمه نهایی سراسری) | فینال همایش (نیمه نهایی سراسری) | فینال همایش (نیمه نهایی سراسری) |  |  | فینال سراسری لیگ | فینال سراسری لیگ | فینال سراسری لیگ |  |
|  |                              |                              |                              |                  |       |                          |                          |                          |  |  |                                 |                                 |                                 |  |  |                  |                  |                  |  |
|  | ۱                            | میامی هیت                    | 4                            |                  |       |                          |                          |                          |  |  |                                 |                                 |                                 |  |  |                  |                  |                  |  |
|  | ۱                            | میامی هیت                    | 4                            |                  |       |                          |                          |                          |  |  |                                 |                                 |                                 |  |  |                  |                  |                  |  |
|  | ۸                            | میلواکی باکس                 | 0                            |                  |       |                          |                          |                          |  |  |                                 |                                 |                                 |  |  |                  |                  |                  |  |
|  | ۸                            | میلواکی باکس                 | 0                            |                  | ۱     | میامی هیت                | 4                        |                          |  |  |                                 |                                 |                                 |  |  |                  |                  |                  |  |
|  |                              |                              |                              |                  | ۱     | میامی هیت                | 4                        |                          |  |  |                                 |                                 |                                 |  |  |                  |                  |                  |  |
|  |                              |                              | ۵                            | شیکاگو بولز      | 1     |                          |                          |                          |  |  |                                 |                                 |                                 |  |  |                  |                  |                  |  |
|  | ۵                            | شیکاگو بولز                  | ۵                            | شیکاگو بولز      | 1     | 4                        |                          |                          |  |  |                                 |                                 |                                 |  |  |                  |                  |                  |  |
|  | ۵                            | شیکاگو بولز                  |                              |                  |       |                          |                          |                          |  |  |                                 |                                 |                                 |  |  |                  |                  |                  |  |
|  | ۴                            | بروکلین نتس                  | 3                            |                  |       |                          |                          |                          |  |  |                                 |                                 |                                 |  |  |                  |                  |                  |  |
|  | ۴                            | بروکلین نتس                  | 3                            |                  | ۱     | میامی هیت                | 4                        |                          |  |  |                                 |                                 |                                 |  |  |                  |                  |                  |  |
|  | همایش شرق                    |                              |                              |                  | ۱     | میامی هیت                | 4                        |                          |  |  |                                 |                                 |                                 |  |  |                  |                  |                  |  |
|  |                              |                              | ۳                            | ایندیانا پیسرز   | 3     |                          |                          |                          |  |  |                                 |                                 |                                 |  |  |                  |                  |                  |  |
|  | ۳                            | ایندیانا پیسرز               | ۳                            | ایندیانا پیسرز   | 3     | 4                        |                          |                          |  |  |                                 |                                 |                                 |  |  |                  |                  |                  |  |
|  | ۳                            | ایندیانا پیسرز               |                              |                  |       |                          |                          |                          |  |  |                                 |                                 |                                 |  |  |                  |                  |                  |  |
|  | ۶                            | آتلانتا هاوکس                | 2                            |                  |       |                          |                          |                          |  |  |                                 |                                 |                                 |  |  |                  |                  |                  |  |
|  | ۶                            | آتلانتا هاوکس                | 2                            |                  | ۳     | ایندیانا پیسرز           | 4                        |                          |  |  |                                 |                                 |                                 |  |  |                  |                  |                  |  |
|  |                              |                              |                              |                  | ۳     | ایندیانا پیسرز           | 4                        |                          |  |  |                                 |                                 |                                 |  |  |                  |                  |                  |  |
|  |                              |                              | ۲                            | نیویورک نیکس     | 1     |                          |                          |                          |  |  |                                 |                                 |                                 |  |  |                  |                  |                  |  |
|  | ۲                            | نیویورک نیکس                 | ۲                            | نیویورک نیکس     | 1     | 4                        |                          |                          |  |  |                                 |                                 |                                 |  |  |                  |                  |                  |  |
|  | ۲                            | نیویورک نیکس                 |                              |                  |       |                          |                          |                          |  |  |                                 |                                 |                                 |  |  |                  |                  |                  |  |
|  | ۷                            | بوستون سلتیکس                | 2                            |                  |       |                          |                          |                          |  |  |                                 |                                 |                                 |  |  |                  |                  |                  |  |
|  | ۷                            | بوستون سلتیکس                | 2                            |                  | شرق ۲ | میامی هیت                | 4                        |                          |  |  |                                 |                                 |                                 |  |  |                  |                  |                  |  |
|  |                              |                              |                              |                  |       |                          |                          |                          |  |  |                                 |                                 |                                 |  |  |                  |                  |                  |  |
|  |                              |                              | غرب ۲                        | سن آنتونیو اسپرز | 3     |                          |                          |                          |  |  |                                 |                                 |                                 |  |  |                  |                  |                  |  |
|  | ۱                            | اوکلاهوماسیتی تاندر          | غرب ۲                        | سن آنتونیو اسپرز | 3     | 4                        |                          |                          |  |  |                                 |                                 |                                 |  |  |                  |                  |                  |  |
|  | ۱                            | اوکلاهوماسیتی تاندر          |                              |                  |       |                          |                          |                          |  |  |                                 |                                 |                                 |  |  |                  |                  |                  |  |
|  | ۸                            | هیوستون راکتس                | 2                            |                  |       |                          |                          |                          |  |  |                                 |                                 |                                 |  |  |                  |                  |                  |  |
|  | ۸                            | هیوستون راکتس                | 2                            |                  | ۱     | اوکلاهوماسیتی تاندر      | 1                        |                          |  |  |                                 |                                 |                                 |  |  |                  |                  |                  |  |
|  |                              |                              |                              |                  | ۱     | اوکلاهوماسیتی تاندر      | 1                        |                          |  |  |                                 |                                 |                                 |  |  |                  |                  |                  |  |
|  |                              |                              | ۵                            | ممفیس گریزلیز    | 4     |                          |                          |                          |  |  |                                 |                                 |                                 |  |  |                  |                  |                  |  |
|  | ۴                            | لس آنجلس کلیپرز              | ۵                            | ممفیس گریزلیز    | 4     | 2                        |                          |                          |  |  |                                 |                                 |                                 |  |  |                  |                  |                  |  |
|  | ۴                            | لس آنجلس کلیپرز              |                              |                  |       |                          |                          |                          |  |  |                                 |                                 |                                 |  |  |                  |                  |                  |  |
|  | ۵                            | ممفیس گریزلیز                | 4                            |                  |       |                          |                          |                          |  |  |                                 |                                 |                                 |  |  |                  |                  |                  |  |
|  | ۵                            | ممفیس گریزلیز                | 4                            |                  | ۵     | ممفیس گریزلیز            | 0                        |                          |  |  |                                 |                                 |                                 |  |  |                  |                  |                  |  |
|  | همایش غرب                    |                              |                              |                  | ۵     | ممفیس گریزلیز            | 0                        |                          |  |  |                                 |                                 |                                 |  |  |                  |                  |                  |  |
|  |                              |                              | ۲                            | سن آنتونیو اسپرز | 4     |                          |                          |                          |  |  |                                 |                                 |                                 |  |  |                  |                  |                  |  |
|  | ۳                            | دنور ناگتس                   | ۲                            | سن آنتونیو اسپرز | 4     | 2                        |                          |                          |  |  |                                 |                                 |                                 |  |  |                  |                  |                  |  |
|  | ۳                            | دنور ناگتس                   |                              |                  |       |                          |                          |                          |  |  |                                 |                                 |                                 |  |  |                  |                  |                  |  |
|  | ۶                            | گلدن استیت واریرز            | 4                            |                  |       |                          |                          |                          |  |  |                                 |                                 |                                 |  |  |                  |                  |                  |  |
|  | ۶                            | گلدن استیت واریرز            | 4                            |                  | ۶     | گلدن استیت واریرز        | 2                        |                          |  |  |                                 |                                 |                                 |  |  |                  |                  |                  |  |
|  |                              |                              |                              |                  | ۶     | گلدن استیت واریرز        | 2                        |                          |  |  |                                 |                                 |                                 |  |  |                  |                  |                  |  |
|  |                              |                              | ۲                            | سن انتونیو اسپرز | 4     |                          |                          |                          |  |  |                                 |                                 |                                 |  |  |                  |                  |                  |  |
|  | ۲                            | سن آنتونیو اسپرز             | ۲                            | سن انتونیو اسپرز | 4     | 4                        |                          |                          |  |  |                                 |                                 |                                 |  |  |                  |                  |                  |  |
|  | ۲                            | سن آنتونیو اسپرز             |                              |                  |       |                          |                          |                          |  |  |                                 |                                 |                                 |  |  |                  |                  |                  |  |
|  | ۷                            | لس آنجلس لیکرز               | 0                            |                  |       |                          |                          |                          |  |  |                                 |                                 |                                 |  |  |                  |                  |                  |  |

## شرح مسابقات

### دور اول

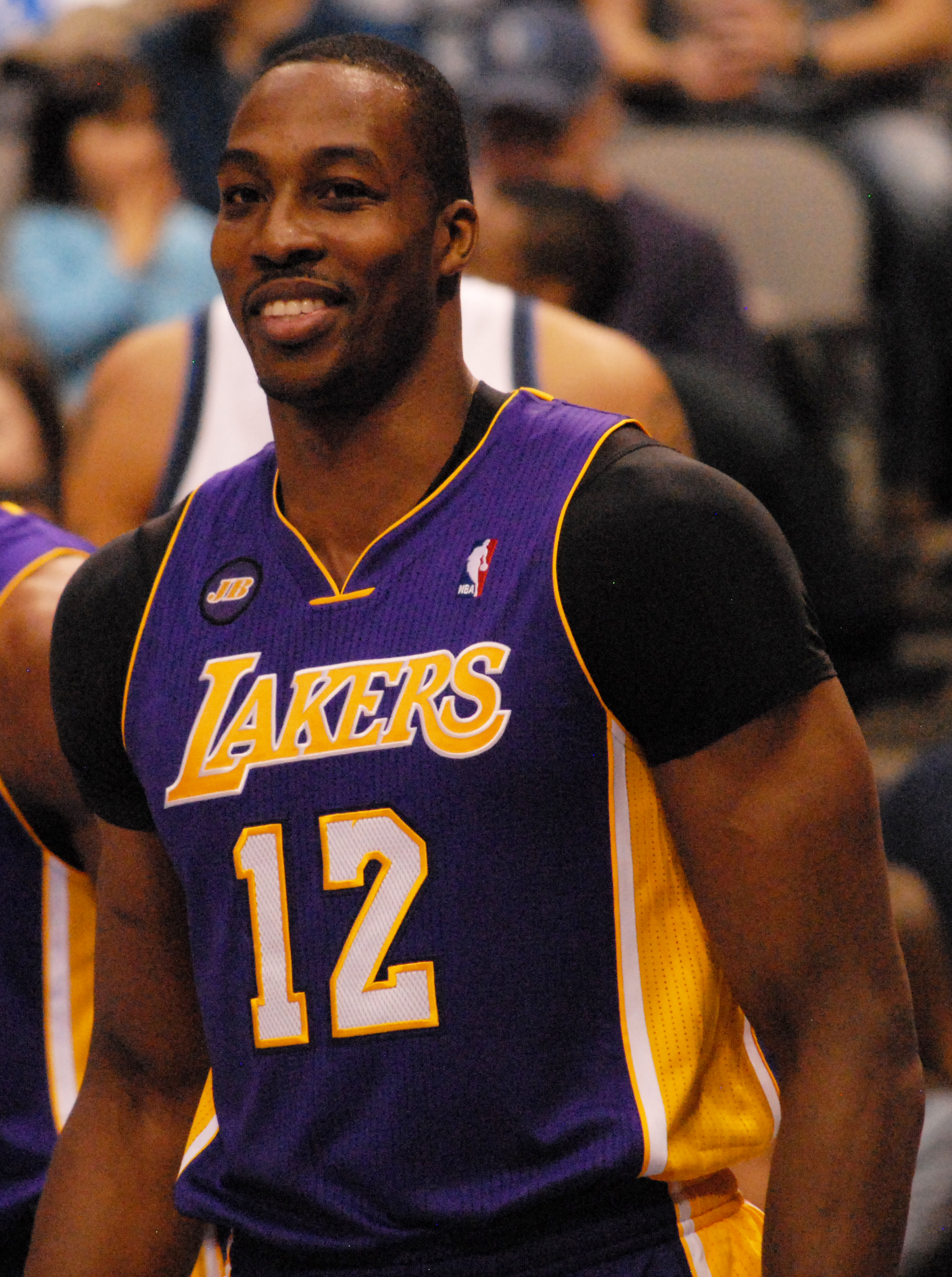
دوایت هاوارد با اعتراض به داوری و در نتیجه اخراج خود در بازی نهایی علیه سن آنتونیو اسپرز خشم بسیاری از طرفداران لیکرز از جمله صاحب باشگاه (میچ کوپچک) را بر انگیخت. حذف لیکرز از مسابقات مهمترین رویداد دور اول پلی آفس بود.

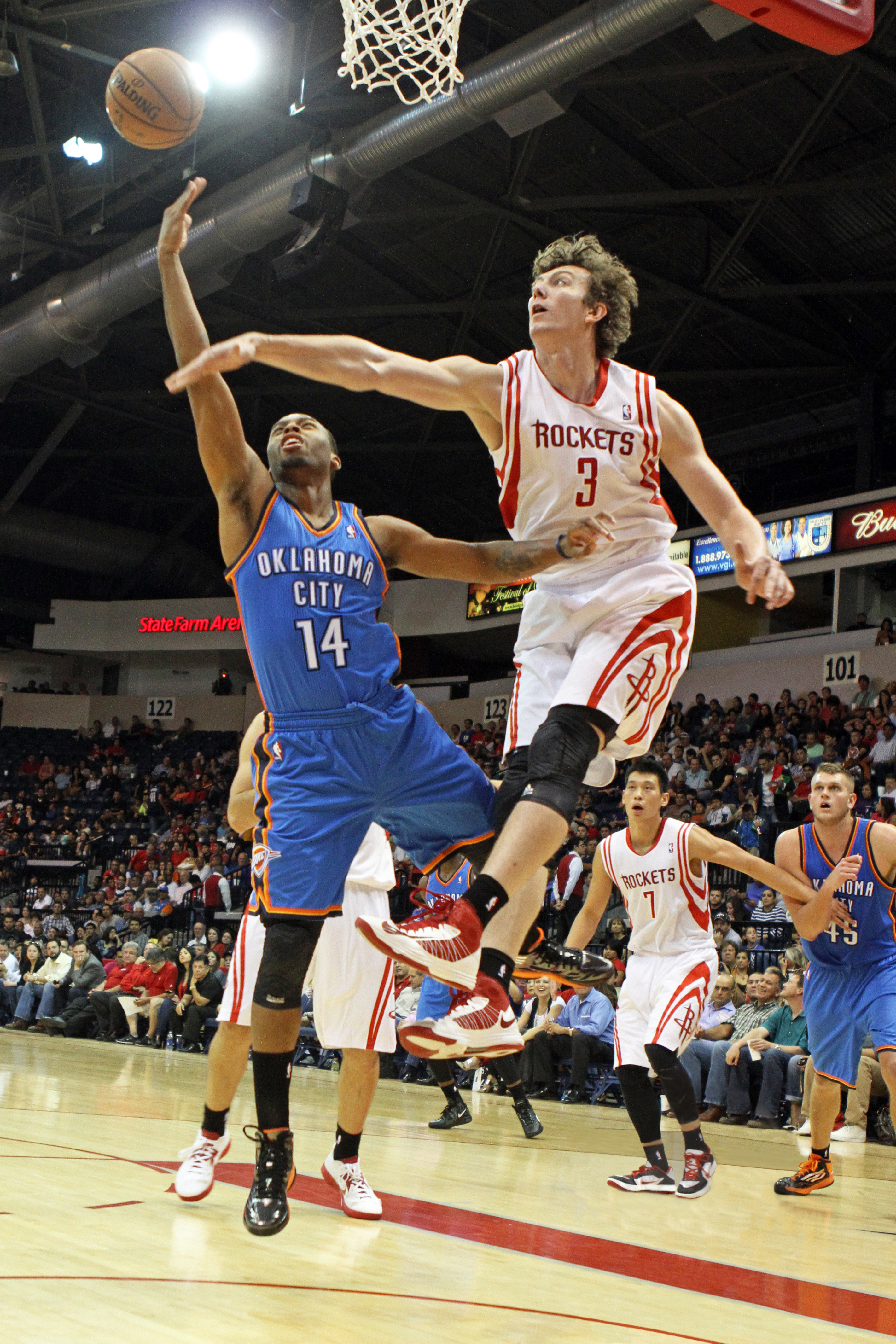
هیوستون با وجود مصدومیت راسل وستبروک نتوانست بر تیم اوکلاهوما فائق شود و با وجود تلاشی قابل تحسین از دوره رقابت‌ها حذف گردید.

تیم میامی هیت نخستین تیمی بود که به دوره دوم صعود کرد. در این دوره از بازی‌ها تیم میامی با نتیجه ۴-۰ تیم جوان میلواکی باکس را به راحتی حذف کرد. برندون جنینگز که رهبری تیم میلواکی را بر عهده داشت نتوانست با وجود حس اقتدار و اطمینان بیش از حدی که به خود داشت مانع از شکست از میامی شود. او تا روز آخر همچنان دم از قهرمانی و شکست لبران جیمز می زد ولی نهایتاً تیمش مغلوب میامی هیت و «شاه جیمز» شد.
دیگر تیمی که در این دوره به راحتی حذف گردید تیم لس آنجلس لیکرز بود که دچار مصدومیت کوبی براینت، استیو نش و متا وورلد پیس شده بود. سن انتونیو اسپرز در چهار بازی متوالی لس آنجلس را بشدت مغلوب کرد. لیکرز بطور مثال در بازی سوم با نتیجه ۱۲۰-۸۹ سنگین‌ترین شکست در تاریخ باشگاه به عنوان میزبان در یک بازی پلی-آفس را متحمل گردید. در بازی چهارم تیم لیکرز چنان تحت فشار بازیکنان اسپرز قرار گرفت که منجر به اخراج ستاره این تیم (دوایت هوارد) از زمین بازی گردید. هوارد که توسط سه بازیکن اسپرز دفاع میشد در یک حرکت واکنشی با آرنج به کوری جوزف ضربه زد که اخطار اول را از سوی داوران برایش آورد. سپس چند دقیقه بعد پس از درگیری با مدافع دیگر اسپرز (آرون بینز) او معترض به تصمیم داوران گردید که این اعتراض باعث اخراج او از زمین گردید. هوارد چنان خشمگین از زمین بازی خارج شد که حتی در هنگام رفتن به رختکن با مدیر تیم لیکرز (میچ کوپچک) درگیری لفظی پیدا کرد، و کوبی برایانت نیز که بازیکنان لیکرز را کاملاً از نظر روحی تخریب شده میدید لنگان لنگان با پای مصدوم به نیمکت لیکرز خود را رساند تا به آن‌ها در لحظات آخر سرنوشت ساز دلداری دهد. بسیاری این شکست لیکرز را حقیرترین و خوارترین شکست لیکرز در تاریخ دانسته‌اند. این در حالی بود که تیم اسپرز موفقیت خود در این دوره را مدیون بازی ستاره کهنه کارشان تیم دانکن و مربی پرآوازه خود گرگگ پاپاویچ بود.
اما شاید جالبترین سری در دور اول از نظر بازی را بتوان رویارویی تیم دنور ناگتس با گلدن استیت دانست. پس از اینکه دیوید لی بر اثر مصدومیت در بازی اول خارج شد، بسیاری شانس صعود تیم گلدن استیت را مختوم تصور کردند. اما طولی نکشید که استفان کوری گارد جوان شهر اوکلند با بازی سریع و پرحرارات خود همه را متحیر و بهت زده کرد. او بطور مثال (با وجود مصدومیت از ناحیه قوزک پا) توانست در بازی چهارم با ۳۱ امتیاز تیم دنور را با شکستی سنگین به خانه خود فرستد. ورزشگاه پرانرژی تیم واریرز در این بازی نقش بسزایی بر عهده داشت. و همین مزیت میزبانی بود که باعث تسلیم شدن تیم دنور در بازی ششم در شهر اوکلند گردید.
در همایش شرق تیم مصدوم شیکاگو بولز حریف قدری در بروکلین یافت و دو تیم پایاپای با یکدیگر به رقابت پرداختند. لوال دنگ، کارلوس بوزر، و جوکیم نوا مبارزه سختی را با کریس هامفریز، دران ویلیامز و بروک لوپز انجام دادند. نهایتاً کار به بازی هفتم کشید و در یک بازی طاقت فرسا تیم شیکاگو توانست با هنرنمایی ملی پوش ایتالیایی مارکو بلینلی و جوکیم نوا به مرحله بعد راه  یابد.
وضعیت مشابهی میان آتلانتا هاوکس و ایندیانا پیسرز برقرار شد. ایندیانا دو بازی اول را با قدرت شروع کرد اما رفته رفته آتلانتا حس اطمینان خود را بازیافت و سری بسیار شانه به شانه‌ای را ایجاد کرد. در بازی ششم تیم ایندیانا با داشتن مهره‌های برتر توانست آتلانتا را مغلوب ساخته و به مصاف میامی رود. همین وضعیت بین تیم‌های بوستون سلتیکس و نیویورک نیکس برقرار شد و نیویورک نیز در بازی ششم بر رقیب دیرینه خود چیره گشت و به مرحله دوم راه یافت.
اوکلاهوماسیتی تاندر که تیم اول لیگ غرب بود در شش بازی موفق شد هیوستون راکتس را شکست دهد. اما این پیروزی با قیمتی گران برای تاندر تمام شد. راسل وستبروک در بازی دوم از ناحیه زانو صدمه دید و همانند جرمی لین از مسابقات خارج شد. با این وجود چندلر پارسونز، جیمز هاردن، عمر عاصک و کارلوس دلفینو نتوانستند جلوی سرج ایباکا و کوین دورانت مقاومت کنند و نهایتاً در بازی ششم در هیوستون سری را به آبی پوشان میهمان واگذار کردند. همین وضعیت بر سری بین ممفیس و کلیپرز حکمفرما شد. بلیک گریفین به‌دلیل مصدومیت مزمن هرگز نتوانست آنطوری‌که میخواست ایفای نقش کند و در نتیجه کریس پال نیز نتوانست تیم بشدت تدافعی ممفیس را به تنهایی شکست دهد.

### دور دوم
پیسرز-نیکس

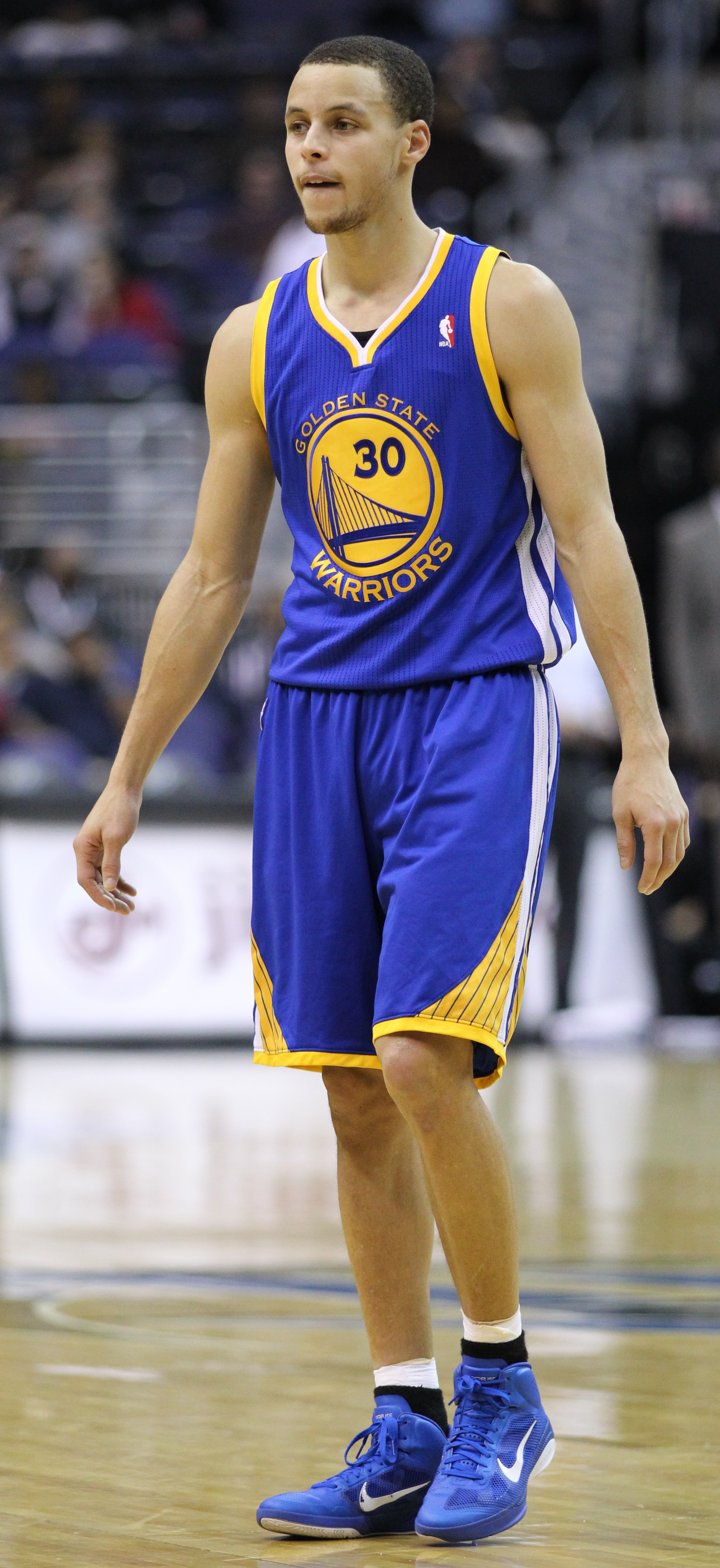
استف کوری عجوبه دور دوم بازیها. او به تنهایی در بازی اول در برابر اسپرزها توانست ۴۴ امتیاز به ثمر رساند.

در بازی نخست تیم پیسرز توانست در میدان مدیسون اسکویر گاردن شکست سختی را متحمل تیم پر آوازه نیویورکی کند که ادعای شاخ به شاخ شدن با میامی را داشت. لیکن در بازی دوم ایمان شامپرت سری را به تساوی کشاند. لیکن ستارگان ایندیانا روی هیبرت و پال جرج بازی سوم را به سود پیسرز تغییر دادند و این روند در بازی چهارم همچنان تداوم پیدا کرد و نیویورک حتی با بازگشت استادومایر نیز نتوانست مانع از حرکت تیم ایندیانا شود و بازی را ۹۳-۸۲ به تیم جوان پیسرز واگذار کرد. نیویورک بازی پنجم را پیروز شد اما در بازی ششم پال جرج و روی هیبرت اراده خویش را بر بازی مستولی کرده و نیویورک را از دوره رقابت‌ها حذف کردند.
تاندر-ممفیس
بازی نخست این دو تیم در شهر اوکلاهوماسیتی برگزار شد و بسیار بازی نزدیکی بود که در آن ممفیس در لحظات آخر با از دست دادن دو پرتاب آزاد نتوانست از پیروزی تاندر جلوگیری کند. با اینحال گریزلیز این اجازه را به تیم تاندر در بازی دوم نداد و میزبانان اوکلاهومایی مجبور به تساوی سری شدند. همین امر در بازی سوم و جهارم نیز رخ داد و ممفیس گوی سبقت را رفته رفته از تاندر ربود. تا اینکه در بازی پنجم بود که تیم تاندر با وجود تلاش بسیار کوین دورانت، با شکستی دوباره معترف به خلا ایجاد شده توسط نبود وستبروک (و نیز جیمز هاردن) گردید. بدین ترتیب ممفیس با این پیروزی این بار انتقام سال گذشته خود را گرفت و برای نخستین بار در تاریخ به مرحله فینال همایش غرب راه یافت.
میامی-شیکاگو
دیدار اول این دو تیم دیدار شگفت‌سازی گردید چرا که تیم شیکاگو در زمین میامی که مدعی مسلم قهرمانی بود توانست با هنرنمایی نیت رابینسون و تاج گیبسون، و با وجود مصدومیت لوال دنگ و دریک رز با نتیجه 93-86 بازی را به سود خود به اتمام رساند. رابینسون با وجود اینکه در این بازی در برخورد با لبران جیمز از ناحیه صورت زخمی شده و ۶ بخیه برداشت همچنان در میدان ماند و تا پیروزی جنگید. این اولین شکست تیم میامی در پلی آفس بود و شیکاگو با یک بازی سخت تدافعی به این پیروزی دست یافت. اما در بازی دوم میامی با اقتدار شیکاگو را با فضاحت تمام شکست داد و جوکیم نوا و تاج گیبسون حتی از بازی اخراج شدند. این باعث شد تا در بازی برگشت در زمین شیکاگو، تیم میامی با ورزشگاه بشدت متخاصمی روبرو شود. بازی سوم به حدی خشونت‌آمیز گردید که چندین مرتبه بین بازیکنان دو تیم درگیری حاشیه‌ای رخ داد که منجر به ۸ خطای تکنیکال در مجموع برای شیکاگو و اخراج بازیکن بولز نظر محمد گردید. این بازی را میامی به سود خود تمام کرد. در بازی چهارم تیم شیکاگو با ۱۷ ترنوور و با نتیجه ۸۸-۶۵ در زمین خود به زانو در آمد. اقتدار میامی و خستگی شیکاگو در این بازی به وضوح قابل مشاهده بود. نهایتاً کار به بازی پنجم کشید و در یک بازی طاقت فرسا تیم میامی توانست با هنرنمایی دوین وید به مرحله بعد راه یابد.
اسپرز-واریرز
اسپرز کهنسال اما با تجربه در برابر واریرز پراستعداد اما بی‌تجربه. بازی نخست این دو تیم پستی و بلندی زیادی را از خود نشان داد. تیم واریرز با یک بازی پرانرژی و تدافعی اسپرزها را به عقب راند. واریرز توانست با ۱۸ امتیاز در کوارتر سوم جلو افتد. اما اسپرزها خرده خرده فاصله امتیازات را بسته و توانستند بازی را به وقت اضافه کشانند. پس از دو دور وقت اضافی و یک بازی بشدت طاقت فرسا بود که مانو جینوبلی با ۱٫۲ ثانیه باقی‌مانده با یک شوت سه امتیازی اسپرز را پیروز از میدان بیرون آورد. اما در بازی دوم تیم اسپرز بسیار خسته بنظر رسید و در وضعیت مشابه بازی اول این بار بازی را به تیم واریرز واگذار کرد. این نخستین پیروزی تیم واریرز در زمین اسپرز از سال ۱۹۹۷ تاکنون بود. اما اسپرز تیمی نبود که به این راحتی تسلیم شود و همین تیم در بازی سوم در اورکل آرینا با تمام سیلندرهای خود به میدان آمد و با رهبری تونی پارکر بر خلاف انتظار تماشچیان حاضر در اوکلند تیم میزبان را شکست داد.
دو تیم به همین منوال پایاپای به مصاف با یکدیگر به رقابت پرداختند. اوکلند بازی چهارم را با بهره‌گیری از سستی دفاع سن انتونیو ربود، و سن انتونیو بازی پنجم را از آن خود کرد. در بازی پنجم تیم دانکن موفق به کسب عنوان دارنده بیشترین دابل-دابل در تاریخ بازی‌های پلی-آفس (با ۱۴۳ دابل-دابل) پس از مجیک جانسون و بالاتر از ویلت چمبرلن گردید. اسپرز بر خلاف بازی‌های قبلی این دیدار را با اقتدار تمام با اتکا به تمام بازیکنان تیمش با نتیجه ۱۰۹-۹۱ به پایان برد. در بازی ششم، استف کوری همچنان با شوتهای سه امتیازی متوالی دفاع تیم اسپرز را دور زد و کلی تامپسون نیز با سرعت خود به مصاف با مدافعین اسپرز رفت. اما تیم واریرز در نهایت در زمین خود مغلوب  کوله بار پر تجربه تیم اسپرز گردید و سری را ۴-۲ واگذار کرد.

### دور نیمه نهایی (فینال همایش ها)

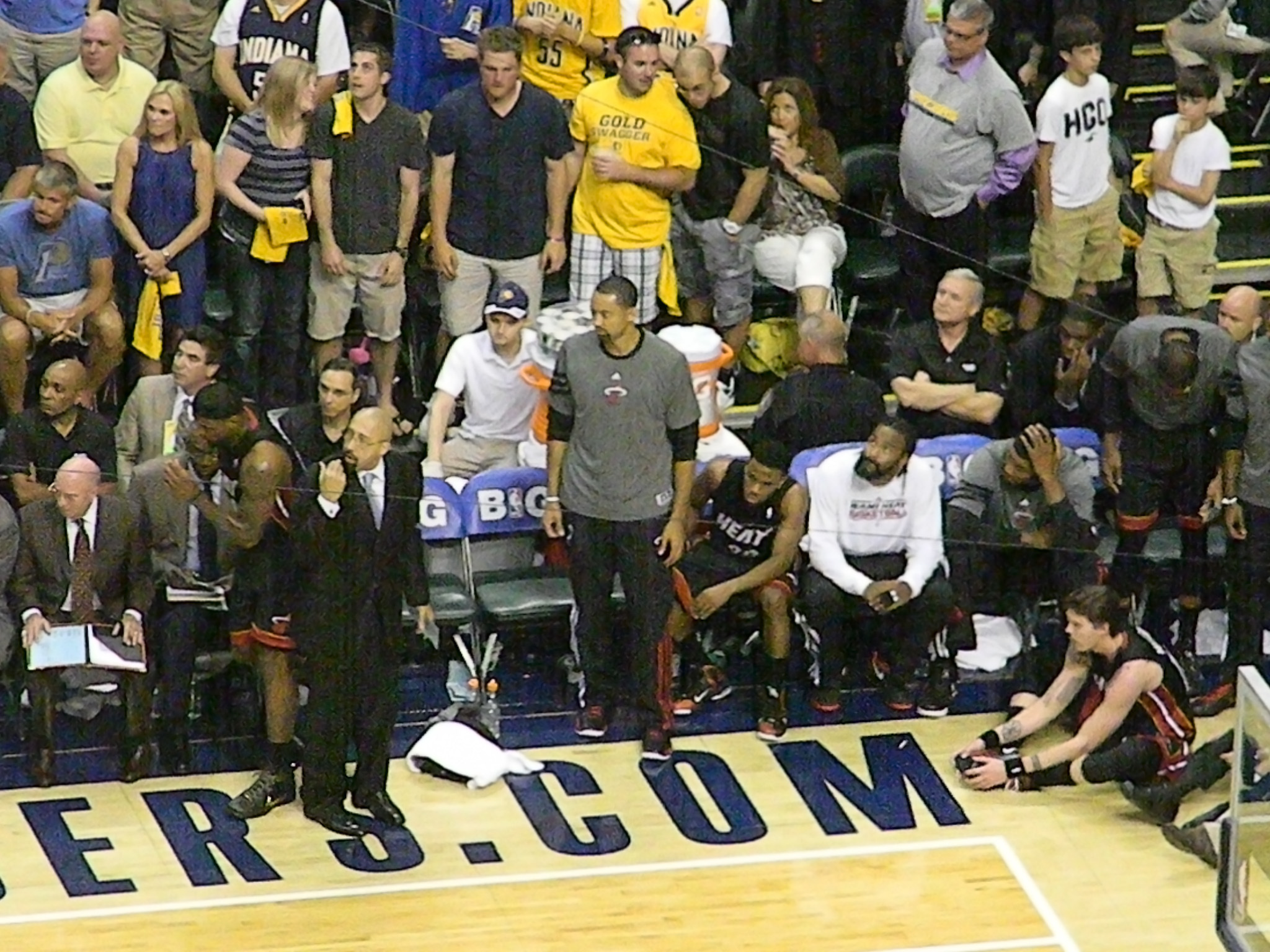
سری پیسرز-هیت سری بسیار هیجان انگیزی بود که در آن تیم ایندیانا تا لحظه آخر میامی را تا لبه پرتگاه جلو برد. اما در نهایت لبران جیمز پیسرز را مغلوب کرد و برای نخستین بار پس از سال ۲۰۰۷ با تیم اسپرز مجدداً در فینال روبرو گشت.

### همایش شرق
بازی نخست فینال همایش شرق در میامی برگزار شد و پیسرز مبارزه سختی را علیه میامی انجام داد اما در وقت اضافه روی هیبرت نتوانست کاری از پیش برد و ایندیانا با اختلاف بسیار کمی بازی را واگذار کرد. میامی برد خود در این بازی را مدیون هنرنمایی در دقایق آخر لبران جیمز و نیز اشتباه مسلم مربی پیسرز در نشاندن روی هیبرت بود. اما پیسرز در بازی دوم سعی بسیار در جبران اشتباهات بازی اول خود نمود و توانست با یک بازی عالی و فشرده در کوارتر چهارم از میامی پیشی افتد و میزبان را شکست دهد. لبران جیمز بازی سوم را با اقتدار تمام به نفع میامی تمام کرد ولی در بازی چهارم مجدداً با دیوار مستحکم روی هیبرت و استیونسون برخورد کرده و ۹۹-۹۲ متوقف گردید. بازی پنجم در میامی برگزار شد و دو تیم به همین منوال یکی یکی گوی بازی را ربودند تا اینکه در بازی هفتم میامی توانست یک بار دیگر تیمش را راهی فینال مسابقات قهرمانی معتبرترین لیگ بسکتبال جهان کند.

### همایش غرب
تیم اسپرز در دو بازی اول با استراتژی مشخصی وارد میدان شد و آن مهار کردن زاک رندالف و مارک گاسول بود. پاپاویچ با این حربه سعی در از کار انداختن کامل چرخه تیم ممفیس داشت و در این مورد موفق هم شد. اسپرز دو بازی اول را در زمین خود پیروز شد و سری را به ممفیس فرستاد. در بازی دوم تیم دانکن موفق به کسب پانصدمین بلاک خود در بازی‌های پلی آفس گردید که در تاریخ ان بی ای پلی آفس بی‌همتا است. کریم عبدالجبار در این زمان با ۴۷۶ بلاک در ردیف دوم در تاریخ قرار داشت.
در دیدار سوم ممفیس بازی را با حرارت زیادی آغاز کرد و اسپرز چنان در کوارتر نخست بد بازی کرد که گرگ پاپاویچ تمام پنج استارتر را هفت دقیقه پس از آغاز بازی بیرون کشید. در کوارتر سوم بود که اسپرز کسری ۱۸ امتیازی خود را رفع کرده و بازی را با زحمت به تساوی کشاند. بالاخره بازی به اورتایم (وقت اضافه) کشیده شد و آنجا بود که ناگهان موتور تیم اسپرز روشن گردیده و با نتیجه ۱۰۴-۹۳ ضربه تمام‌کننده به تیم ممفیس را وارد گرداند. در بازی آخر تونی پارکر با به ثمر رساندن ۳۸ امتیاز بر همگان ثابت کرد که گارد راس برتر پلی آفس است و بدین ترتیب پس از وقفه‌ای شش ساله تیم سن انتونیو اسپرز مجدداً به فینال مسابقات نهایی لیگ ان بی ای راه یافت.

### فینال

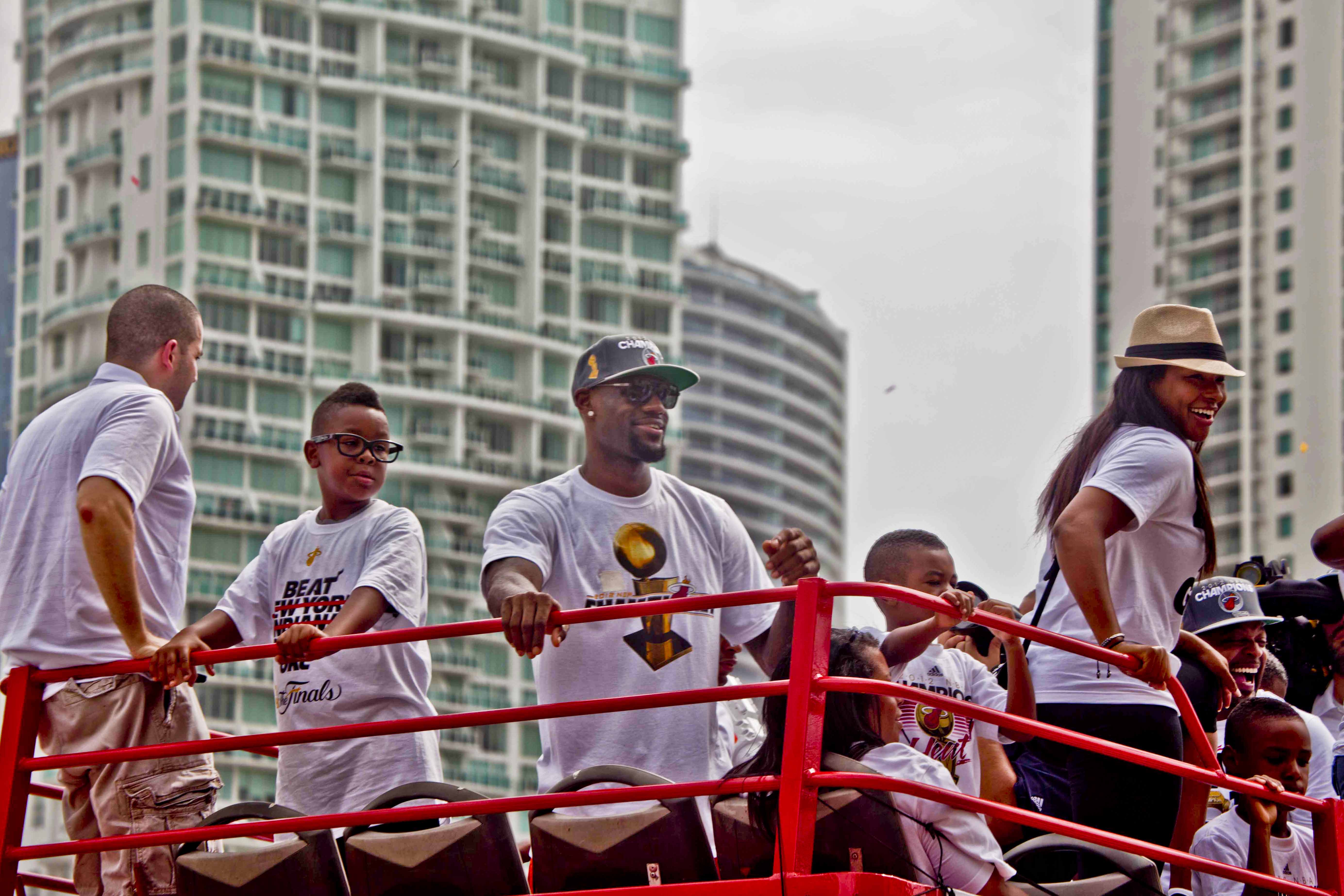
جشن میامی پس از قهرمانی

در بازی نخست تیم اسپرز با تمام توان خود وارد زمین شد و با پیاده کردن یک بازی سریع و تهاجمی میامی را غافلگیر کرد و در زمین حریف پیروز شد. میامی اجازه تکرار این رویداد را نداد و در بازی دوم اسپرز را با اقتدار تمام متوقف کرد. در بازی سوم بود که دنی گرین و گری نیل با به ثمر رسانیدن شانزده پرتاب سه امتیازی رکورد تازه‌ای در بازی‌های پلی آفس به ثبت رساندند و ۱۱۳-۷۷ شکست بازی دوم از میامی را جبران کردند. میامی هیت در بازی چهارم فینال با درخشش سه ستاره خود یعنی لبرون جیمز، دوین وید و کریس باش با نتیجه 109 بر 93 سن آنتونیو اسپورز را در سالن AT&T Center شهر سن آنتونیو شکست داد تا نتیجه سری بازی‌های دو تیم 2 بر 2 مساوی گردد. پنجمین بازی فینال با بازی خوب مانو جینوبلی و دنی گرین با نتیجه 114 بر 104 به سود اسپورز پایان یافت؛ جینوبلی که برای اولین بار در این فصل از رقابت‌ها به عنوان بازیکن شروع‌کننده وارد زمین می‌شد در این دیدار 24 امتیاز و 10 پاس منجر به گل کسب کرد. دنی گرین نیز با به ثمر رساندن 6 پرتاب سه امتیازی در این مسابقه،ت عداد پرتاب‌های سه امتیازی خود در سری بازی‌های فینال را به عدد 25 رساند تا رکورد قبلی را که در اختیار ری آلن بود را بشکند. ششمین مسابقه فینال ان بی ای یکی از دیدنی‌ترین بازی‌های این فصل بود. میامی هیت در این دیدار موفق شد در وقت اضافه با نتیجه 103 بر 100 سن آنتونیو اسپرز را مغلوب کند. در حالی که تا پایان کوارتر سوم، میامی ۶۵ بر ۷۵ از حریف عقب بود، درخشش لبران جیمز در کوارتر چهارم باعث شد میامی خود را به حریف نزدیک کند. لبران ۱۴ امتیاز از ۳۲ خود در این دیدار را در کوارتر چهارم کسب کرد. علاوه بر آن با کسب ۱۱ پاس منجر به گل، ۱۰ ریباند و ۳ توپ ربایی، بار دیگر تریپل دابل کرد. در ثانیه‌های پایانی کوارتر چهارم و در حالی که میامی ۹۲ بر ۹۵ از حریف عقب بود، ری آلن از میامی هیت یکی از حساس‌ترین ۳ امتیازی‌های دوران بازی خود را به ثمر رساند تا نتیجه مساوی شود و کار به وقت اضافه کشیده شود. میامی در وقت اضافه با نتیجه ۸ بر ۵ بر حریف پیروز شد تا کار به بازی هفتم کشیده شود. در آخرین مسابقه فینال که در سالن امریکن ایرلاینز آرینا شهر میامی برگزار شد، میامی هیت با نتیجه 95 بر 88 سن آنتونیو را مغلوب کرد تا دومین قهرمانی متوالی و سومین قهرمانی تاریخ خود را کسب کند. لبران جیمز با کسب ۳۷ امتیاز، ۱۲ ریباند، ۴ پاس منجر به گل و ۲ توپ ربایی در این مسابقه، یکی از ارکان اصلی پیروزی هیت بود. این بازیکن در پایان مسابقه نیز به عنوان با ارزش‌ترین بازیکن میدان (MVP) شناخته شد. شین بتیه از میامی با به ثمر رساندن 6 پرتاب از 8 پرتاب سه امتیازی خود در این دیدار، خاطره بازی پنجم فینال فصل 2011-2012 ان بی ای را بار دیگر زنده کرد؛ در آن مسابقه نیز مایک میلر از میامی 7 پرتاب سه امتیازی خود را وارد سبد کرده بود.

## برترین‌های پلی آفس
| Category | High                                 | High                                                      | High        | Average              | Average                             | Average | Average      |
| Category | Player                               | Team                                                      | Total       | Player               | Team                                | Avg.    | Games played |
| -------- | ------------------------------------ | --------------------------------------------------------- | ----------- | -------------------- | ----------------------------------- | ------- | ------------ |
| Points   | Stephen Curry کوین دورانت            | Golden State Warriors Oklahoma City Thunder               | 44 (2OT) 41 | کوین دورانت          | Oklahoma City Thunder               | 30.8    | 11           |
| Rebounds | اندرو بوگوت                          | Golden State Warriors                                     | 21          | کوین گارنت           | Boston Celtics                      | 13.7    | 6            |
| Assists  | تونی پارکر Stephen Curry Mike Conley | San Antonio Spurs Golden State Warriors Memphis Grizzlies | 18 (OT) 13  | درون ویلیامز         | Brooklyn Nets                       | 8.4     | 7            |
| Steals   | دوین وید                             | Miami Heat                                                | 6           | Monta Ellis          | Milwaukee Bucks                     | 2.5     | 4            |
| Blocks   | بروک لوپز                            | Brooklyn Nets                                             | 7           | بروک لوپز سرج ایباکا | Brooklyn Nets Oklahoma City Thunder | 3       | 7 11         |